# Oberriffingen
Oberriffingen ist ein Teilort des Bopfinger Stadtteils Unterriffingen im Ostalbkreis in Baden-Württemberg.

## Lage und Verkehrsanbindung
Oberriffingen liegt auf dem Härtsfeld, einer Hochfläche im Osten der Schwäbischen Alb. Der Weiler liegt nordwestlich von Unterriffingen und südwestlich von Bopfingen. Durch den Ort führt die Kreisstraße K3298, die unweit südlich des Ortes in die Landesstraße L1080 mündet.

## Geschichte
Etwa 1100 Meter westlich des Ortes verlief eine Römerstraße, die die römischen Siedlungen in Heidenheim (Aquileia) und Oberdorf (Opia) verband. Dort sollen in früheren Zeiten auch Reste einer Ringmauer gefunden worden sein, die auch auf der Urkarte von 1830 als „Spuren v. einer Ruine“ verzeichnet sind. Möglicherweise sind diese römischen Ursprungs. 
Die erste Erwähnung des Ortes geht auf das Jahr 1487 zurück. Die Geschichte teilt sich der Weiler größtenteils mit seinem Mutterort Unterriffingen.